# Rubén Darío Paredes
Rubén Darío Paredes (Ciudad de Panamá, 11 de agosto de 1933) es un militar y político panameño. Desde 1975 hasta 1978 fue ministro de Agricultura y Desarrollo. Posteriormente y con el grado de coronel, aprovechó un golpe contra Florencio Flores Aguilar para convertirse en líder militar del país en marzo de 1982. 
Durante su dictadura influyó en la renuncia del presidente Arístides Royo en ese mismo año. En 1983 se retira de la Guardia Nacional teniendo la promesa y compromiso de Manuel Antonio Noriega, de apoyarlo para que alcanzara la presidencia de la república bajo la postulación del Partido Nacionalista Popular. Con la renuncia de Paredes a la Guardia Nacional en agosto de 1983, queda el camino libre a Manuel Antonio Noriega para convertirse en líder militar.
En 1984 se postuló como candidato presidencial por el Partido Nacionalista Popular pero fracasó. Actualmente está retirado y vive en la ciudad de Panamá.
Fue General de la Guardia Nacional de Panamá. 
| Predecesor: Florencio Flores Aguilar | Líder militar de Panamá 1982–1983 | Sucesor: Manuel Antonio Noriega |

- Datos: Q7376468